# Зернилово
Зернилово — село в Тейковском районе Ивановской области России, входит в состав Нерльского городского поселения.

## География
Село расположено на берегу реки Нерль в 11 км на юг от центра поселения посёлка Нерль и в 37 км на юго-запад от райцентра города Тейково.

## История
Исторические сведения о селе Зернилове относятся ко второй половине XVIII столетия. В 1846 году в селе на средства прихожан вместо деревянной была построена каменная церковь с колокольней и оградой. Престолов в церкви было два: в холодной — в честь Воскресения Христова, в теплом приделе — во имя Святителя и Чудотворца Николая. В церкви хранились копии с метрических книг с 1829 года. В 1893 году приход состоял из села (52 двора) и деревень Минеиха, Никульское, Ботариха. Всех дворов в приходе 123, мужчин — 339, женщин — 373.
В конце XIX — начале XX века село входило в состав Кибергинской волости Суздальского уезда Владимирской губернии.
С 1929 года село являлось центром Зерниловского сельсовета Тейковского района, с 1954 года — в составе Сокатовского сельсовета, с 2005 года — в составе Нерльского городского поселения.

## Население
| 1859 | 1905 | 2010 |
| ---- | ---- | ---- |
| 214  | ↗258 | ↘92  |

## Достопримечательности
В селе находится действующая Церковь Воскресения Христова (1846)